# Berberis brevifolia
Berberis brevifolia là một loài thực vật có hoa trong họ Hoàng mộc. Loài này được Phil. ex Reiche mô tả khoa học đầu tiên năm 1895.